# 유대교의 절기
유대교의 절기는 유대교를 믿는 사람들이 지키는 기념일이다. 유대교의 역사를 따라 제정되었다.

## 안식일
성경에 기록된 하나님의 명령의 절기. 일곱째날에 하나님이 6일간 창조를 마치고 7일째 쉬신 것을 기념하여 지킨다. 유대교를 다른 종교와 가장 쉽게 구분 지을 수 있는 날이다. 안식일에는 일을 할 수 없도록 정하고 있다. 간단하게는 불도 피우지 않고, 글을 쓰거나 하는 활동도 제한된다.

## 3대 절기
유대교의 절기는 유대 역사의 중요한 행적을 기념하기 위하여 제정되었다. 토라에 기록된 출애굽 행적을 기반으로 된 것도 있고, 계절 변화에 따른 농업적인 변화를 상징하는 기념일도 있다.

### 유월절(Passover; Pesach)

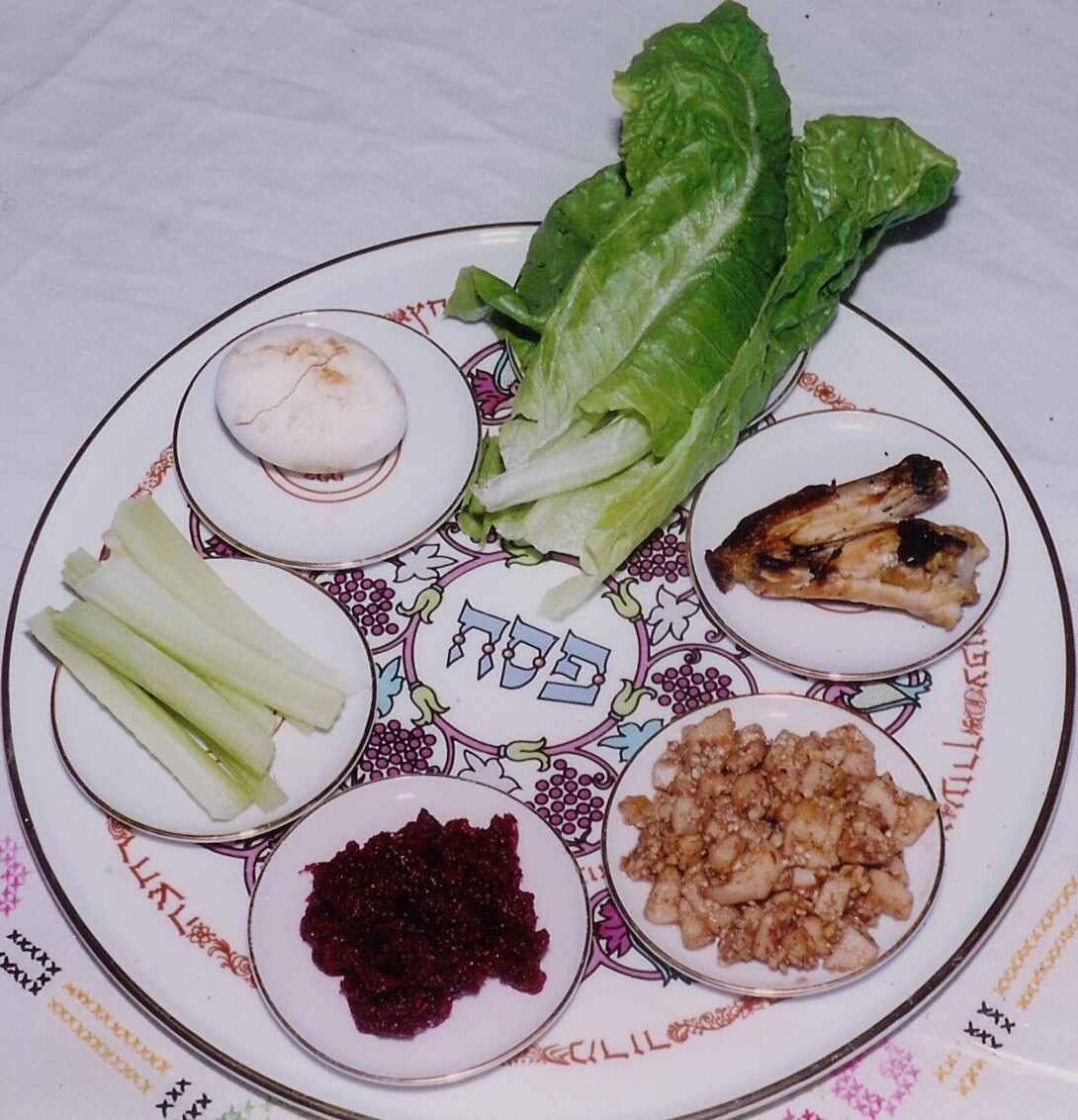
유월절 음식

유월절은 그레고리력으로 약 3~4월경에 지켜진다. 니산월(유대력 정월) 14일에 지킨다. 유대민족이 애굽에서 나온 날을 기념하는 절기이다. 종종 다음날부터 시작하는 무교절을 포함하여 유월절이라고 하기도 한다. 유월절 날에는 불에 구운 양 고기와 무교병과 쓴 나물을 먹는 세데르를 행한다.

### 칠칠절(Pentecost;Shavuot)
칠칠절은 그레고리력으로 약 5~6월경에 지켜진다. 유대력으로 3월에 해당한다. 이스라엘 백성들이 시내산에 올라가 하나님의 영광을 보고 십계명을 받아 내려온 것을 기념하는 날이다. 절기 때에 밀의 첫 수확을 기념하는 축제가 열린다. 칠칠절에는 밤샘 공부하는 전통이 있는데, 치즈 케이크 등을 먹으면서 룻기를 읽고, 사원이나 집을 녹색으로 장식하고, 흰 옷을 입는데, 순결을 상징한다고 한다.

### 초막절(Tabernacles;Sukkot)

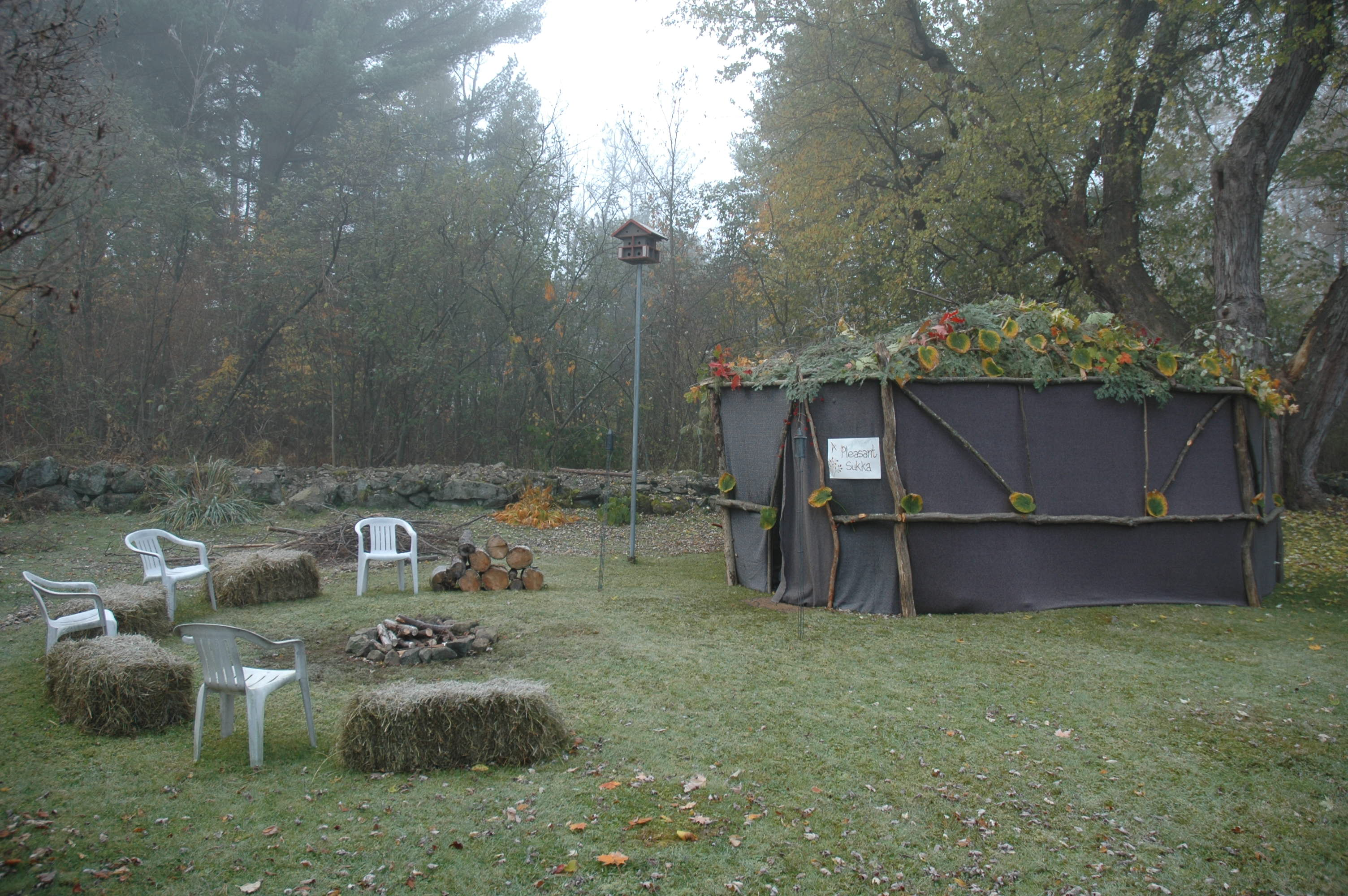
초막절 때 짓는 초막

초막절은 그레고리력으로 약 9~10월경에 지켜진다. 유대력으로 7월에 해당한다. 이스라엘 백성들이 40년간 약속의 땅 가나안으로 가는 과정을 상징한다. 숙가(sukkah)라 불리는 초막(임시 장막)을 집 앞에 지어서 7일간 장막안에 거하며 먹고 즐기는 축제이다.

## 주요 절기

### 나팔절(Trumpet;Rosh Hashanah)

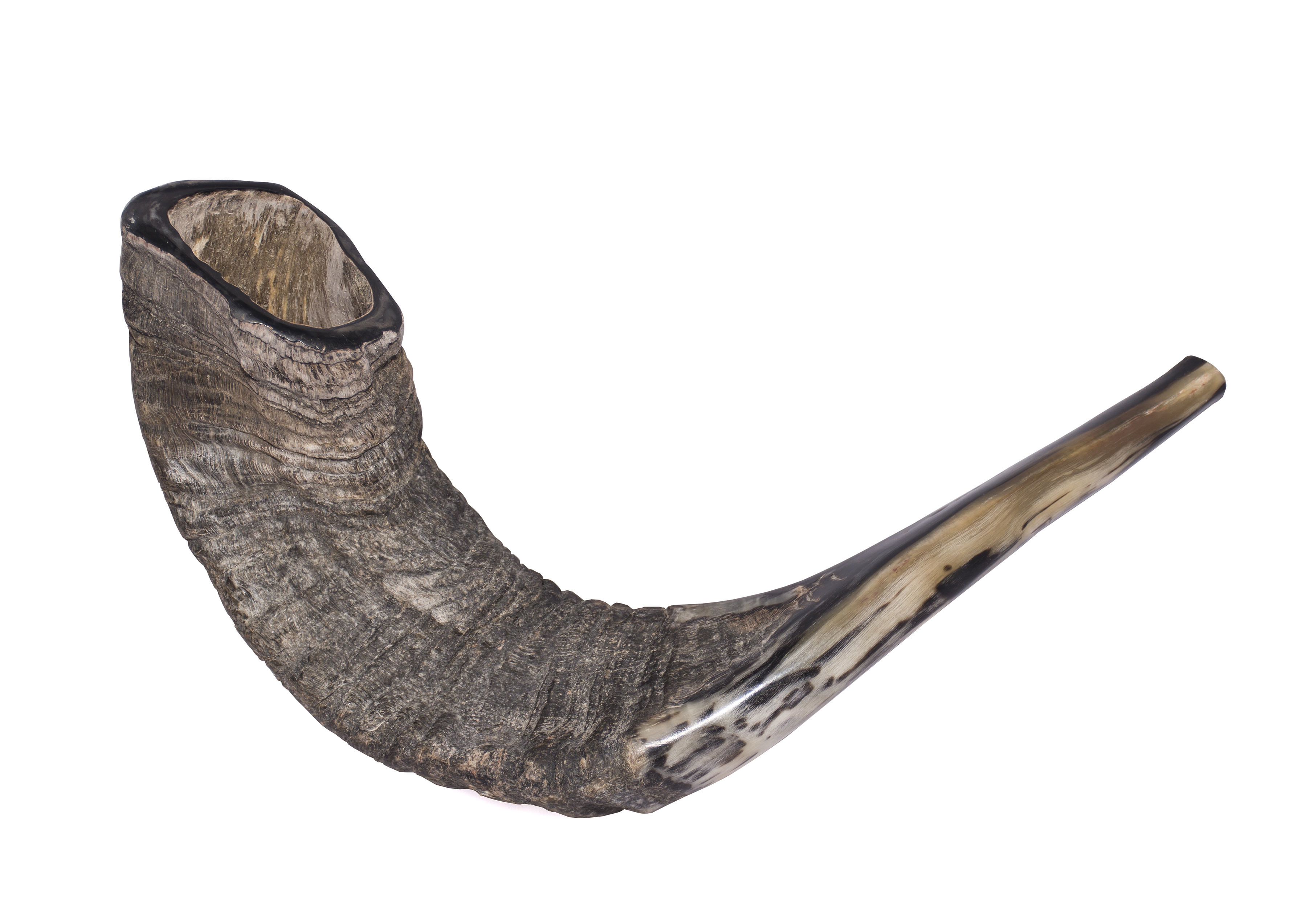
나팔절에 부는 나팔

나팔절은 그레고리력으로 약 9~10월경에 지켜진다. 유대력으로 7월에 해당하는데, 이 때에 유대인들은 유대인의 신년을 기념한다. 현세에 와서는 이틀간 휴무를 가진다. 성경적으로 속죄일의 준비가 되는 절기로 하루 휴무를 진행하며, 10일간 회개의 기도를 진행한다. 회개를 알리는 나팔을 분다고 하여 나팔절이라고 부른다.

### 속죄일(Atonement;Yom Kippur)
속죄일은 그레고리력으로 약 9~10월경에 지켜진다. 유대력으로 7월에 해당하는데, 자신이 지은 죄를 회개하고 금식으로 기도한다.

## 기타 절기

### 부림절(Purim)

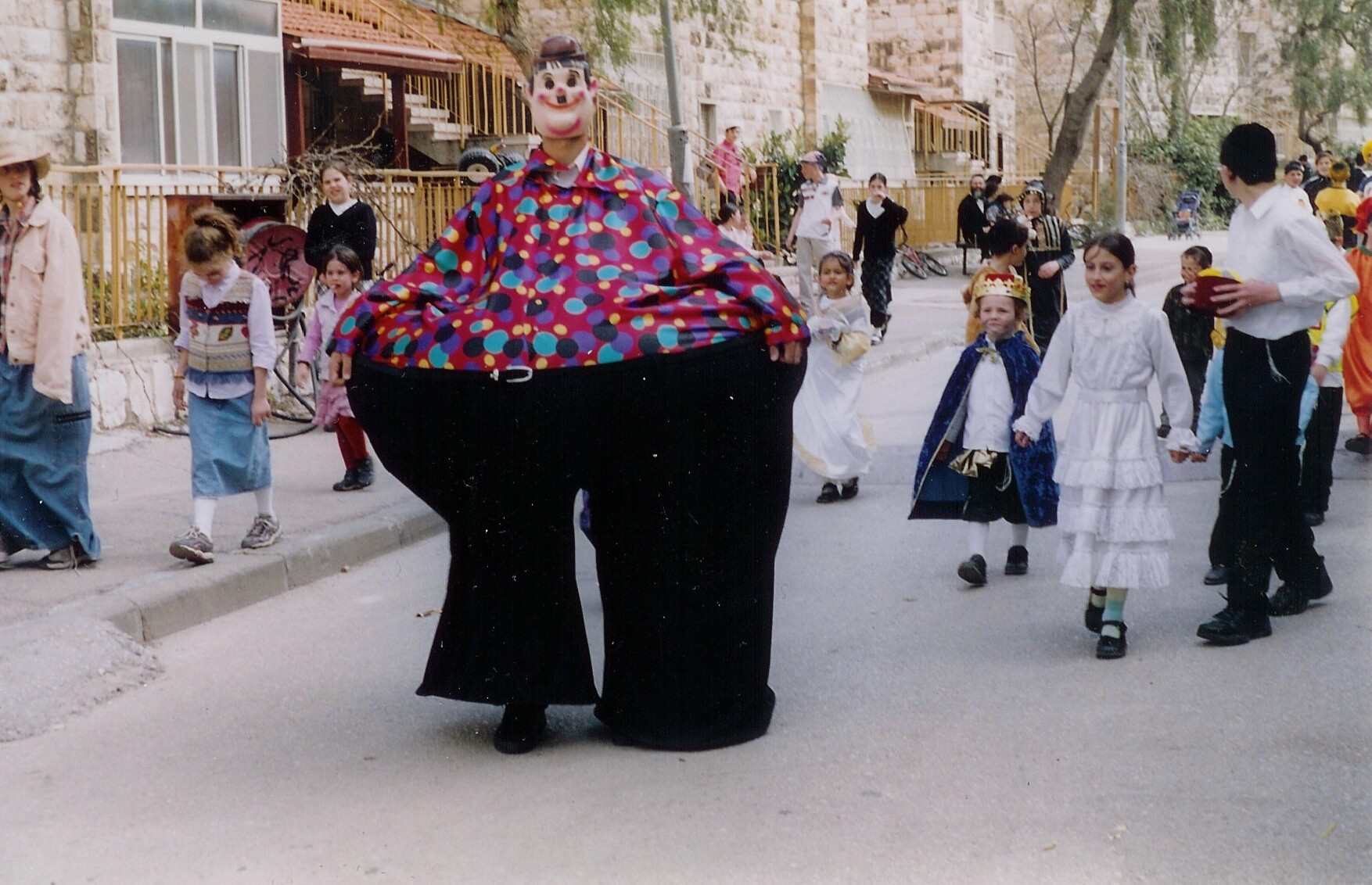
부림절 거리 행진

부림절은 그레고리력으로 약 2~3월경에 지켜진다. 에스더 성경에 나오는 절기. 하만에 의해서 전부 죽게 된 유대인들의 운명을 에스더와 모르드개에 의해 생존하게 된 것을 기념하는 절기

### 수전절(Hanukkah)
수전절은 그레고리력으로 약 11~12월경에 지켜진다. 유대인 신앙을 금지한 칙령에 대하여 승리하여 성전을 하나님께 봉헌한 날을 기념한 절기.

### 금식일(Tisha B'Av)
금식일은 그레고리력으로 약 7~8월경에 지켜진다. 성전 파괴된 것을 슬퍼하며 금식하는 절기.